# Église Sainte-Colombe de Burgalays
L'église Sainte-Colombe de Burgalays est une église catholique située à Burgalays, dans le département français de la Haute-Garonne en France.

## Présentation
L'église date du XIIe au XVe siècle et du XIXe siècle.
À l'est de la porte d'entrée et placé dans le mur d'une maison (à gauche du monument aux morts), un petit linteau (provenant probablement de l'ancienne église) où sont représentées une rosace et une fleur de lys serait daté du XVe siècle.
Après un incendie, l'église a été reconstruite en 1877. L'ancien édifice fut agrandi en suivant un plan rectangulaire à chevet plat. La nef comporte trois travées inégales.
De l'ancienne église, seule la fenêtre romane de la chapelle de la Vierge Marie est visible.
Selon le vicaire de l'ensemble paroissial de Cierp-Gaud, l'église est aujourd'hui dédiée à saint André, le saint patron du village.

## Fête
Burgalays est connu pour sa traditionnelle procession mariale aux flambeaux faite chaque année dans les rues du village pour la veillée de la messe de l'Assomption.

## Description

### Extérieur
Une cloche en bronze datant du XIXe siècle est inscrite à l'inventaire des monuments historiques.

### Intérieur
Le narthex de la tour-clocher permet d'accéder à la nef.

#### Lanef

##### Partie arrière
Deux bénitiers en forme de coquille Saint-Jacques en marbre blanc sont placés à l'entrée.

##### Partie avant
Commémoration de la visite des archevêques de Toulouse
Placé à droite de la nef :
- Une plaque en marbre commémore le souvenir de la visite de Mgr Émile Marcus à Burgalays, le 14 août 2003, pour la veillée de la messe de l'Assomption suivie de la procession mariale aux flambeaux.
- Dessous, les photos commémorent le souvenir de la visite de Mgr Robert Le Gall à Burgalays, le 14 août 2009, pour la veillée de la messe de l'Assomption suivie de la procession mariale aux flambeaux.

##### Lesvitraux
Les vitraux ont été réalisés par l'atelier Saint-Blancat de Toulouse en 1906.

#### Lechœur

##### Les maîtres-autels
L'ancien
L'ancien maître-autel est en marbre blanc avec six colonnettes en marbre rouge.
La façade est ornée avec des fleurs, au centre sont inscrites les lettres « IHS », l'ancienne forme du monogramme trilitère du nom grec de Jésus.
Il était utilisé avant le concile Vatican II, lorsque le prêtre célébrait la messe dos aux fidèles.
Le nouveau
Le nouveau est en bois, il est recouvert d'un voile où est brodé l'Immaculée Conception.
Il a été mis en place après le concile Vatican II, ainsi le prêtre célèbre la messe face aux fidèles.

##### Le tabernacle et ciborium
Le tabernacle à créneaux est en marbre blanc, trois colonnettes en marbre rouge sont placées à gauche et à droite du réceptacle.
De chaque côté est placé un ange tenant une torche.
Il est surmonté d'un ciborium en marbre blanc, en son centre est placé un crucifix.

#### Chapelle de laVierge Marie
L'autel est en marbre noir et blanc. Le tabernacle surmonté d'un ciborium est en marbre blanc.
Au centre du ciborium est placée une Vierge à l'Enfant assise sur un trône, tous les deux sont couronnés, Marie tient le globe terrestre dans sa main droite, l'Enfant Jésus est assis sur les genoux de Marie, il bénit de la main droite et tient le globe terrestre de sa main gauche.

#### Sacrisitie
Dans la sacristie sont conservés :
- un tabernacle en bois sculpté,
- des chandeliers,
- des statues de saint Blaise et de saint André.

## Mobilier
Sont inscrits à l'inventaire des monuments historiques :
- Une statue de la Vierge à l'Enfant (en position assise) en bois sculpté et doré datant du XVIe siècle[2].
- Une statue de saint André en bois sculpté et doré datant du XIVe - XVe siècle[3].
- Une statue de saint Blaise coiffé de la mitre en bois sculpté et doré datant du XIVe siècle[4].
- Un tabernacle en bois sculpté et doré datant du XVIIIe siècle[5].

## Galerie

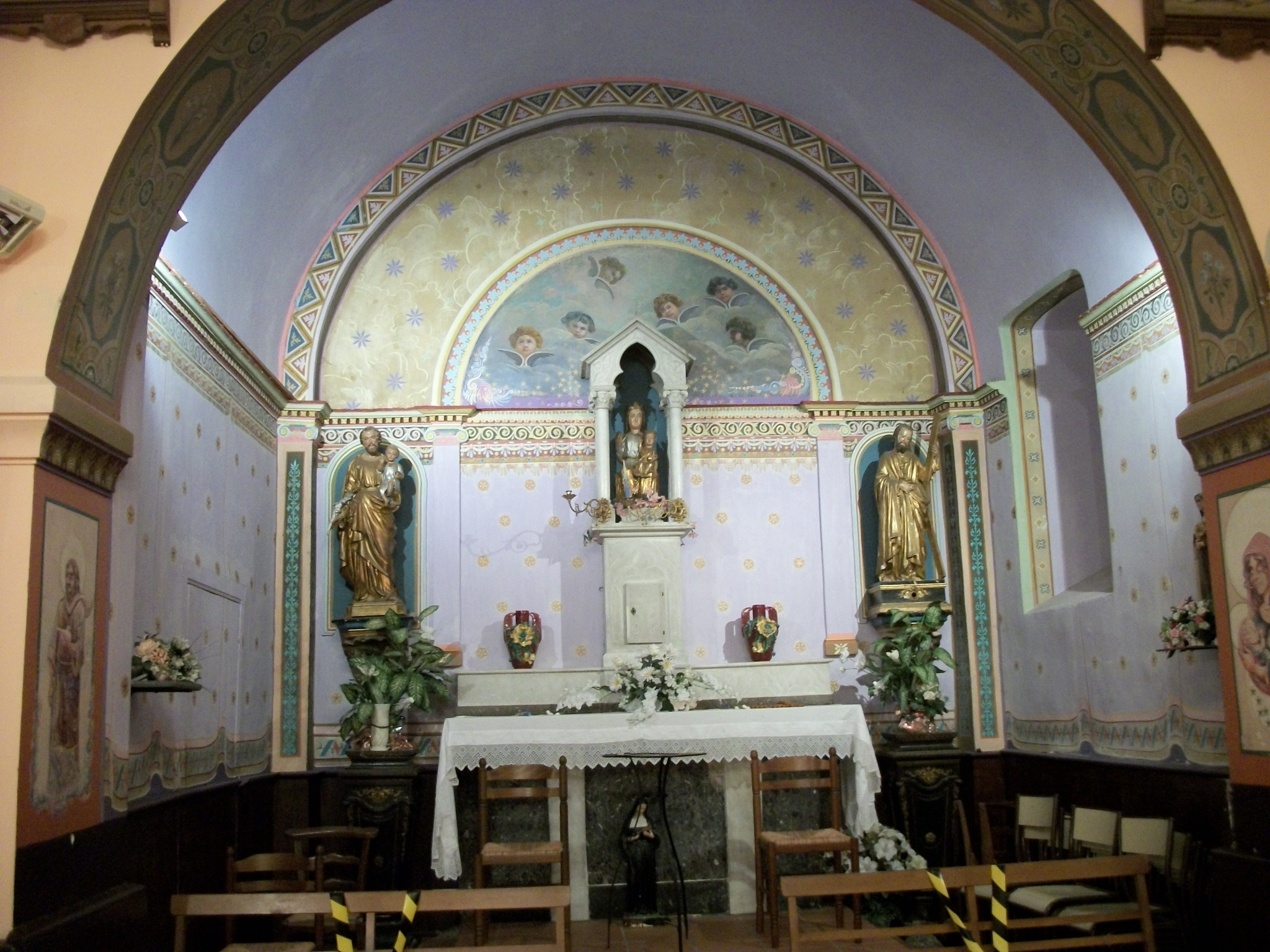
Chapelle de la Vierge Marie.
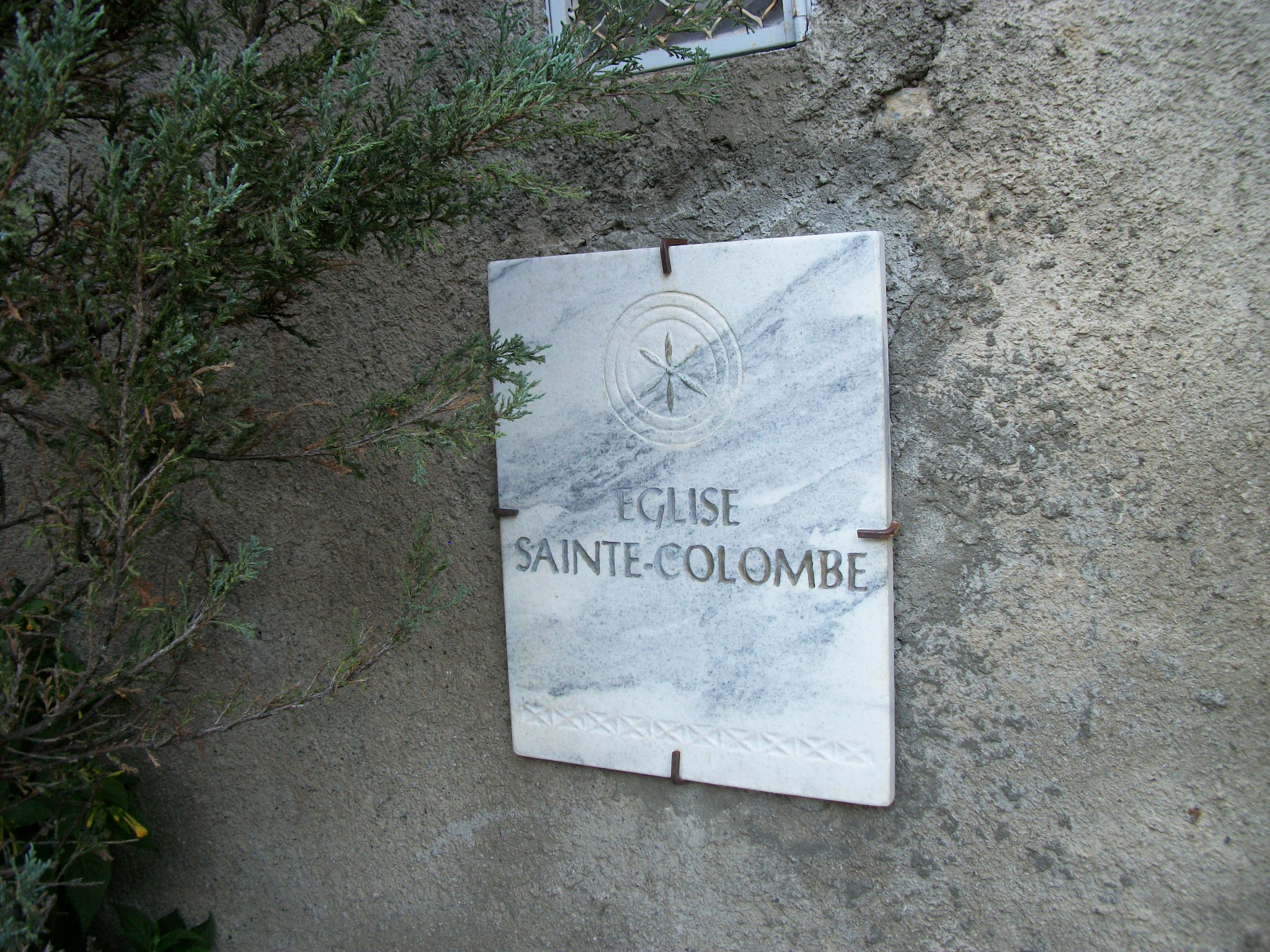
Le nom de l'église Sainte-Colombe inscrit sur une plaque en marbre blanc.
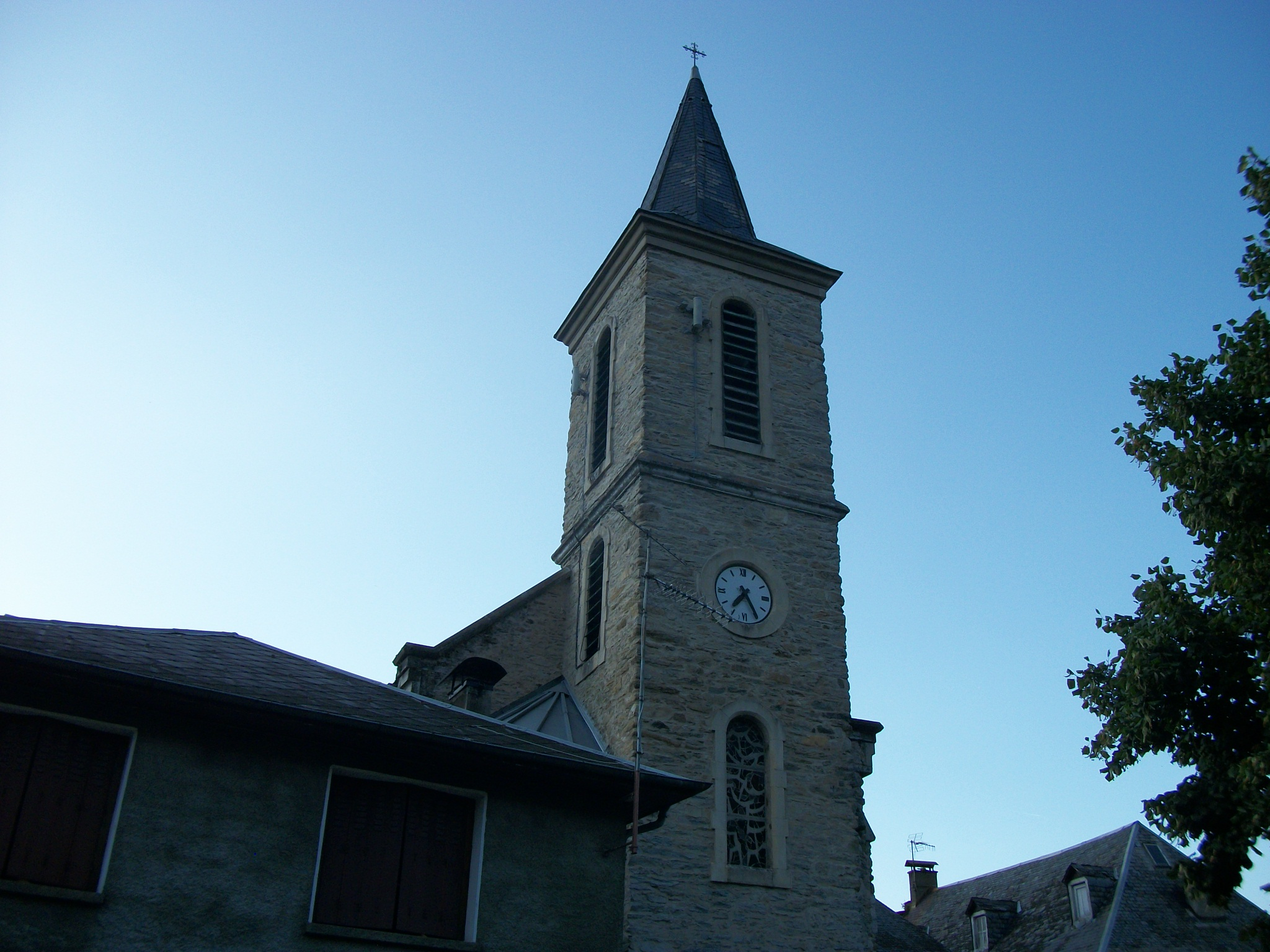
Le clocher.
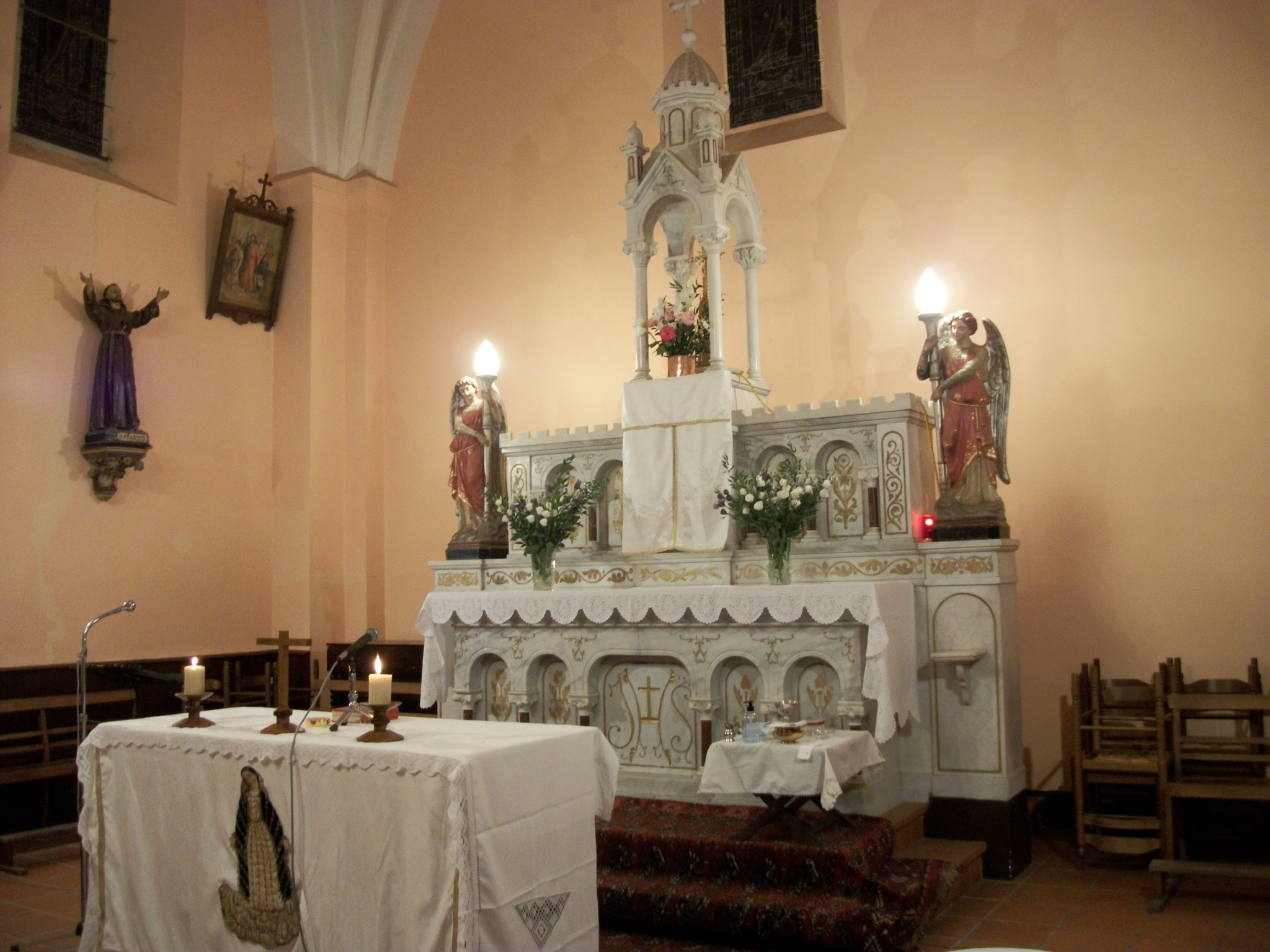
L'ancien maître-autel et le tabernacle surmonté d'un ciborium. Au premier plan, le nouveau maître-autel.
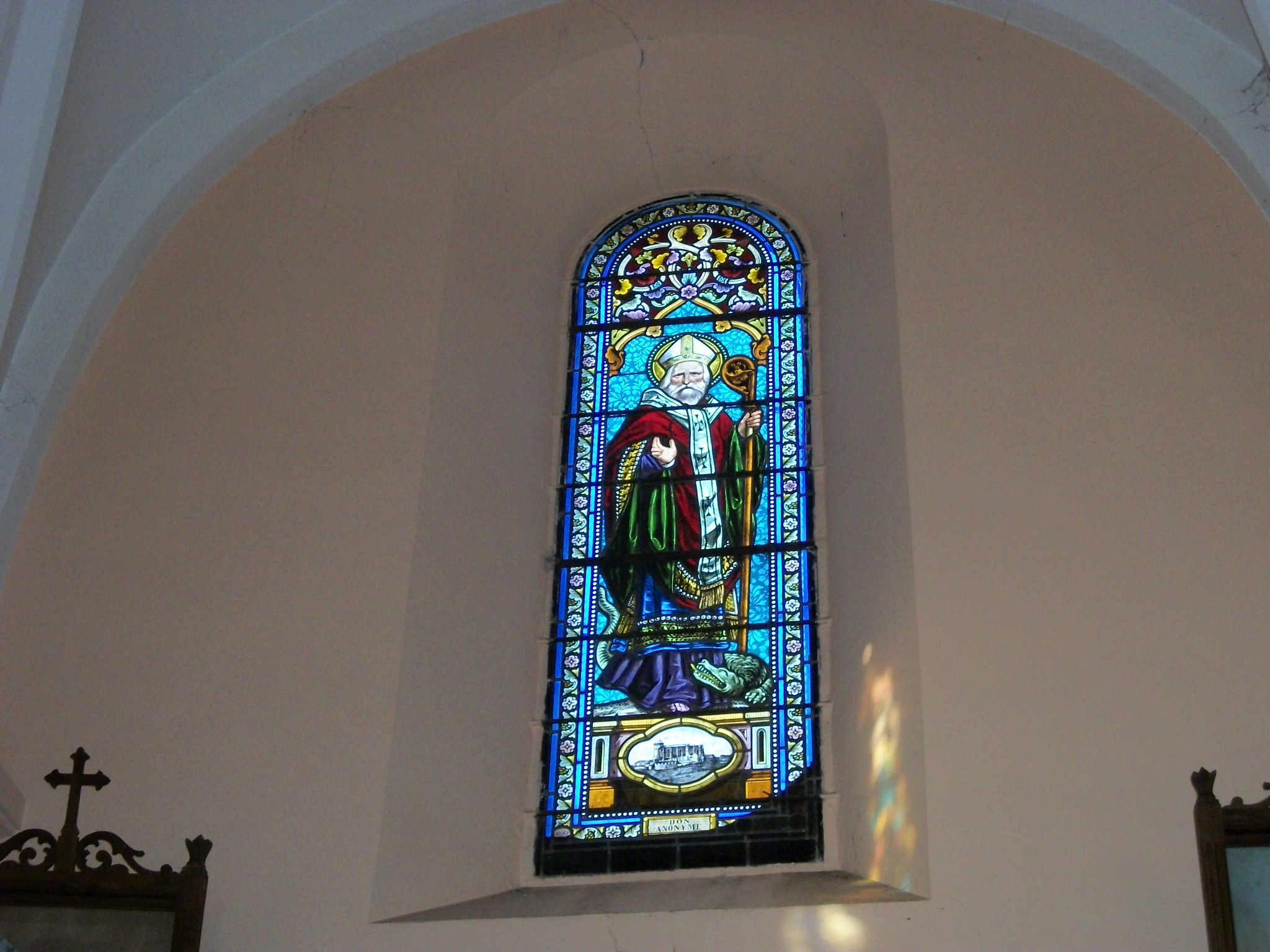
Saint Bertrand.